# Marzena Okła-Drewnowicz

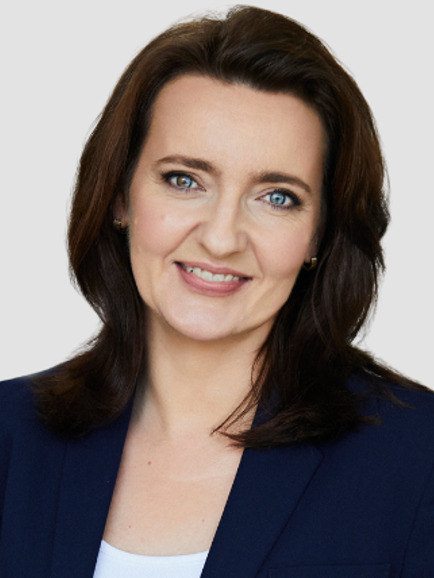
Marzena Okła-Drewnowicz (2023)

Marzena Okła-Drewnowicz (geboren 20. Mai 1972 in Skarżysko-Kamienna) ist eine polnische Soziologin und Politikerin. Seit dem 13. Dezember 2023 ist sie Ministerin für Seniorenpolitik im Kabinett Tusk III.

## Beruflicher Werdegang
Okła-Drewnowicz studierte an der Katholischen Universität Lublin Soziologie und beendete das Studium 1996 mit dem Magister-Examen. Zusätzlich absolvierte sie bis 2002 ein Aufbaustudium in Organisation der Sozialhilfe an der Hochschule für Ökonomie in Kielce.
Ihre berufliche Laufbahn begann Okła-Drewnowicz beim Bezirksarbeitsamt in Skarżysko-Kamienna. Anschließend war sie neun Jahre lang stellvertretende Direktorin des städtischen Sozialhilfezentrums.
Okła-Drewnowicz leitete auf kommunaler Ebene die Gesellschaft der Kinderfreunde und baute weitere lokale Nichtregierungsorganisationen auf, darunter eine der ersten Beratungs- und Interventionsstellen für Opfer häuslicher Gewalt. Sie war außerdem mehrere Jahre Vorsitzende des Landfrauenrats der Woiwodschaft Heiligkreuz (poln. Woiwódstwo świętokrzyskie).
Okła-Drewnowicz arbeitete auch als Dozentin an der Hochschule für Soziale Arbeit und als Lehrerin am Berufsbildungsinstitut.

## Politisches Engagement und Ämter
2006 gewann Okła-Drewnowicz einen Sitz als Abgeordnete in der Regionalversammlung (poln. sejmik) der Woiwodschaft Heiligkreuz.
Seit 2007 ist sie Abgeordnete im Nationalparlament Sejm. Zweimal wurde sie hier zur stellvertretenden Vorsitzenden des Ausschusses für Seniorenpolitik und zur stellvertretenden Vorsitzenden des Ausschusses für Sozialpolitik und Familie gewählt. 
2010 wurde Okła-Drewnowicz Vorsitzende der Platforma Obywatelska für die Region Świętokrzyskie. Im Mai 2017 trat sie von diesem Amt zurück und übernahm die Leitung des von ihr initiierten seniorenpolitischen Programms "Polen der Senioren", das bis 2020 umgesetzt wurde.
Seit 2021 ist Okła-Drewnowicz stellvertretende Vorsitzende der Bürgerplattform auf Landesebene.
Seit dem 13. Dezember 2023 ist sie Ministerin für Seniorenpolitik im Kabinett Tusk III.

## Politische Ziele
Okła-Drewnowicz strebt eine Entlastung von Familien und Kommunen bei der Betreuung von Seniorinnen und Senioren, mehr Unterstützung für Pflegeheime und eine bessere Vergütung der Pflegekräfte an. Um diese Ziele umzusetzen, plant sie insbesondere die Einführung eines alters- und einkommensabhängigen Betreuungsgutscheins, der ein Haushaltszuschuss für Dienstleistungen sein soll, die am Wohnort von den lokalen Behörden erbracht werden.